# Giulio Cesare da Varano

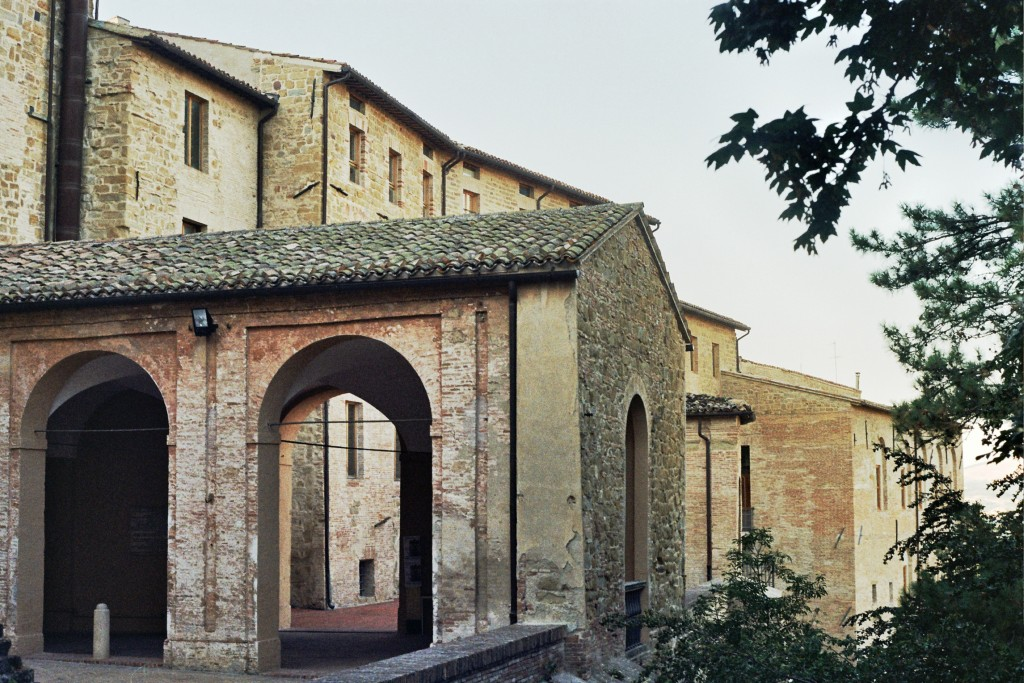
Palazzo Ducale in Camerino (Italië)

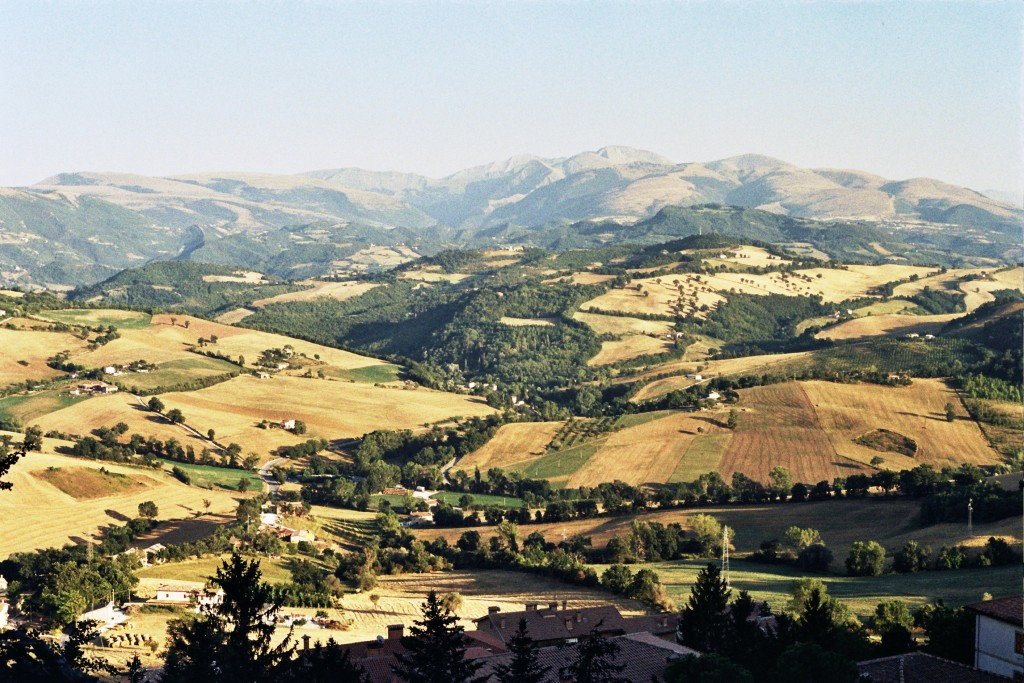
Zicht vanuit het Palazzo Ducale

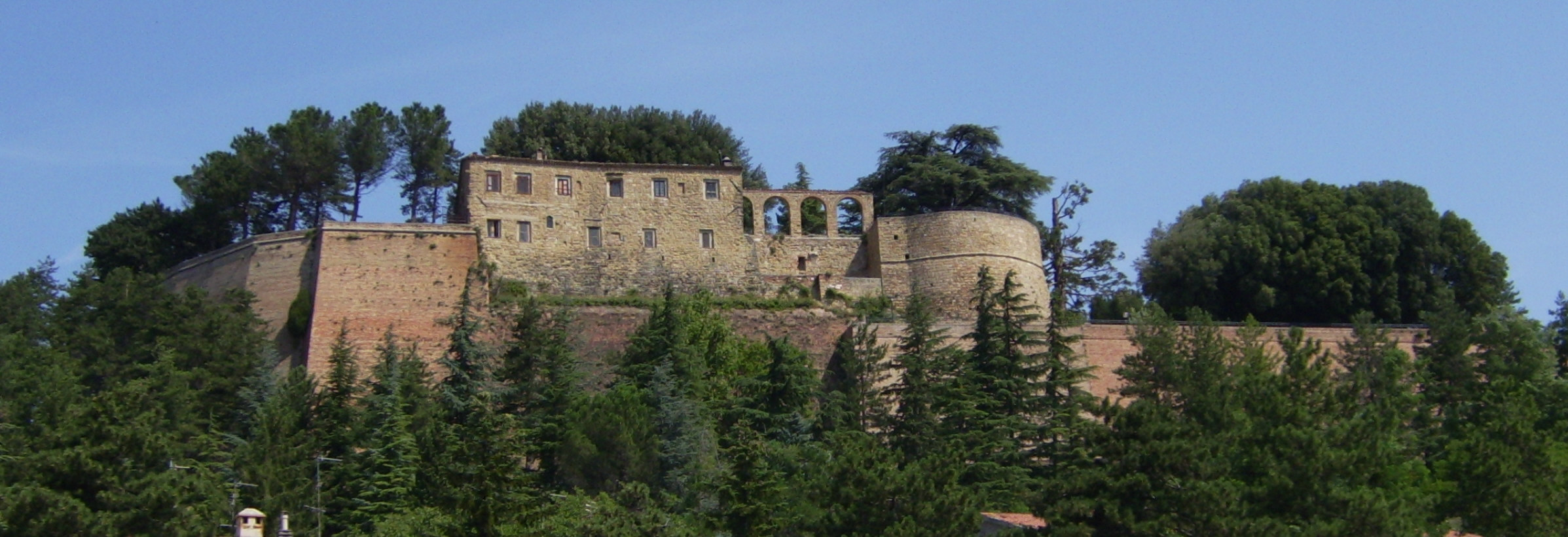
Rots van de Borgia's in Camerino

Giulio Cesare da Varano (Camerino, 1434 – Pergola, 9 oktober 1502) was heer van de stad Camerino (1450-1502) in de Marche (Pauselijke Staat). Ook was hij condottiero in dienst van machtiger vorsten in Italië. Hijzelf was heer van meerdere dorpen in Umbrië en Marche, naast de pauselijke stadstaat Camerino.
Met hem bereikte het huis da Varano (13e-16e eeuw) haar hoogtepunt.

## Levensloop
Varano was een zoon van Giovanni II da Varano, heer van Camerino, en Bartolomea Smeducci di Sanseverino. Ternauwerdood ontsnapte hij als baby aan de moordpartij in zijn familie (1434). Dit bloedblad ontstond na de dood van zijn grootvader Rodolfo III da Varano (1424). Zijn grootvader was driemaal gehuwd en de zonen uit de drie huwelijken stonden mekaar naar het leven (1434). De inzet was het bestuur over de stad Camerino, gelegen in de Pauselijke Staat. Varano’s vader, Giovanni III, vond de dood (1434). Varano’s tante Elisabetta Malatesta, verstopte de baby en voedde hem op. Intussen bestuurde Elisabetta de stadstaat Camerino met smaak voor kunst en bouwkunde.
Zestien jaar oud werd Varano heer van Camerino (1450). Paus Eugenius IV bekleedde hem als leenman, tezamen met zijn neef Rodolfo IV da Varano die ook het bloedbad had overleefd. Rodolfo IV stierf in duistere omstandigheden, zodat Varano de enige heer werd. Het volk van Camerino juichte hem toe (1464).
Hij zette het bestuur van zijn tante verder. Varano maakte allianties met andere heren in Midden-Italië en huwde met Giovanna Malatesta, verwant aan zijn tante. Door dit huwelijk verwierf hij steun van haar verwant, Francesco Sforza, hertog van Milaan. Varano liet een paleis bouwen in de stad, ter vervanging van het oude slot buiten de stad, Rocca Varano. Het paleis kreeg later de naam hertogelijk paleis of Palazzo Ducale toen Camerino een hertogdom werd (16e eeuw); het paleis had de naam een van de fraaiste van Midden-Italië te zijn. Varano bouwde de Tempio dell’Annuziata, een klooster, op de plaats van het oude kerkje Santa Maria dei Vignali. Hij liet zich portretteren aan de voet van Jezus’ graf waarbij Jezus opstaat uit het graf. Varano verwief meerdere dorpen of heerlijkheden in de Marche en in Umbrië, in het Heilige Roomse Rijk. Voor zijn dochter Camilla bouwde hij een Clarissenklooster.
Rijkdom verwierf Varano als condottiero in dienst van Italiaanse vorsten. Hij vocht in dienst van het Huis Sforza, de republiek Florence, de republiek Siena, de republiek Venetië, alsook voor koning Matthias Corvinus van Hongarije. Varano was condottiero in dienst van kerkelijke vorsten zoals paus Sixtus IV en kardinaal Giuliano della Rovere, de latere paus Julius II. Zo gebeurde het dat hij in dienst voor een vorst vocht tegen een vorst in wiens leger hij tevoren vocht.
Tijdens het pontificaat van de Borgiapaus Alexander VI liep het mis. Het Huis Borgia wenste geen machtige heren meer in de Pauselijke Staat. Troepen van Alexanders zoon Cesare Borgia veroverden Camerino. Micheletto Corella, een handlanger van Cesare Borgia, wurgde Varano en drie van zijn zonen, Venanzio, Pirro en Annibale op 9 oktober 1502. De moord vond plaats in de stad Pergola. Dochter Camilla kon ontsnappen aan de troepen van Cesare Borgia via de orde der Clarissen; de oudste zoon Giovanni Maria da Varano kon zich in veiligheid brengen dankzij hulp van Venetië.

## Na de moord
Cesare Borgia kreeg van zijn vader het bestuur over de stadstaat Camerino (1502-1503); in het verlengde van het hertogelijk paleis startte hij met de bouw van een fort, boven op de hoogste rots van de stad Camerino. De rots wordt nu nog genoemd Rocca del Borgia of Rots van de Borgia’s. Na de dood van paus Alexander VI (1503) keerde Giovanni Maria naar Camerino terug. Hij bouwde, samen met zijn echtgenote Caterina Cybo, het fort uit. Zij werden later hertog van Camerino.

## Assassin’s Creed
Cesare Borgia’s moord op Giulio Cesare da Varano en drie zonen inspireerde een van de spellen van Assassin’s Creed.